# Campionat d'Anglaterra de rugbi a 15 2015-2016
El Campionat d'Anglaterra de rugbi a 15 2015-2016 on el vigent campió és Saracens que defensa el títol aconseguit l'any anterior, s'inicià el 16 d'octubre del 2015 i acabà el 28 de maig del 2016. Saracens va aconseguir el seu primer doblet de la seva història ganyant la Copa d'Europa i el campionat nacional. Els Sarries van vèncer els Exeter Chiefs per 28 a 20 i van conservar el seu títol.

## Resultats
| Clubs              | BR      | ER      | GRFC    | H       | LT      | LI      | LW      | NF      | NS      | SS      | S       | WW      |
| ------------------ | ------- | ------- | ------- | ------- | ------- | ------- | ------- | ------- | ------- | ------- | ------- | ------- |
| Bath Rugby         |         | 19 – 17 | 11 – 15 | 28 – 38 | 38 – 27 | 25 – 17 | 18 – 24 | 21 – 19 | 11 – 13 | 32 – 26 | 10 – 30 | 21 – 14 |
| Exeter Rugby       | 26 – 17 |         | 19 – 10 | 26 – 25 | 19 – 6  | 38 – 11 | 24 – 3  | 32 – 17 | 20 – 12 | 33 – 17 | 11 – 14 | 50 – 12 |
| Gloucester RFC     | 12 – 17 | 16 – 9  |         | 28 – 6  | 18 – 19 | 27 – 14 | 13 – 10 | 32 – 6  | 20 – 28 | 23 – 19 | 15 – 17 | 24 – 22 |
| Harlequins         | 35 – 28 | 24 – 62 | 39 – 39 |         | 25 – 19 | 38 – 7  | 26 – 21 | 46 – 25 | 23 – 27 | 16 – 14 | 29 – 23 | 15 – 21 |
| Leicester Tigers   | 21 – 11 | 31 – 27 | 35 – 30 | 22 – 19 |         | 47 – 20 | 24 – 16 | 22 – 10 | 30 – 27 | 3 – 10  | 21 – 13 | 31 – 17 |
| London Irish       | 14 – 45 | 15 – 22 | 23 – 18 | 25 – 32 | 16 – 28 |         | 15 – 33 | 20 – 15 | 25 – 23 | 15 – 30 | 16 – 26 | 20 – 13 |
| London Wasps       | 16 – 9  | 27 – 41 | 23 – 3  | 42 – 10 | 36 – 24 | 38 – 12 |         | 9 – 8   | 28 – 6  | 39 – 12 | 16 – 26 | 32 – 22 |
| Newcastle Falcons  | 19 – 14 | 3 – 41  | 27 – 39 | 26 – 19 | 26 – 14 | 13 – 6  | 20 – 34 |         | 26 – 25 | 15 – 21 | 3 – 38  | 14 – 15 |
| Northampton Saints | 15 – 14 | 8 – 3   | 15 – 3  | 29 – 23 | 24 – 30 | 35 – 7  | 11 – 24 | 42 – 16 |         | 26 – 11 | 6 – 12  | 38 – 18 |
| Sale Sharks        | 29 – 17 | 23 – 17 | 11 – 12 | 29 – 23 | 27 – 20 | 38 – 10 | 15 – 9  | 15 – 15 | 20 – 13 |         | 36 – 36 | 27 – 13 |
| Saracens           | 19 – 13 | 36 – 18 | 25 – 12 | 22 – 12 | 26 – 6  | 24 – 14 | 23 – 64 | 23 – 14 | 15 – 20 | 41 – 3  |         | 48 – 18 |
| Worcester Warriors | 14 – 16 | 15 – 30 | 28 – 20 | 20 – 24 | 20 – 29 | 12 – 6  | 35 – 54 | 28 – 20 | 13 – 12 | 31 – 23 | 19 – 43 |         |

## Classificació
| Classificació general del Premiership | Classificació general del Premiership | Classificació general del Premiership | Classificació general del Premiership | Classificació general del Premiership | Classificació general del Premiership | Classificació general del Premiership | Classificació general del Premiership | Classificació general del Premiership | Classificació general del Premiership | Classificació general del Premiership | Classificació general del Premiership | Classificació general del Premiership | Classificació general del Premiership | Classificació general del Premiership |
| Class.                                | Clubs                                 | Pts                                   | J                                     | G                                     | E                                     | P                                     | B0                                    | BD                                    | pf                                    | pc                                    | p±                                    | af                                    | ac                                    | a±                                    |
| ------------------------------------- | ------------------------------------- | ------------------------------------- | ------------------------------------- | ------------------------------------- | ------------------------------------- | ------------------------------------- | ------------------------------------- | ------------------------------------- | ------------------------------------- | ------------------------------------- | ------------------------------------- | ------------------------------------- | ------------------------------------- | ------------------------------------- |
| 1.                                    | Saracens                              | 80                                    | 22                                    | 17                                    | 1                                     | 4                                     | 8                                     | 2                                     | 580                                   | 376                                   | 204                                   | 60                                    | 36                                    | 24                                    |
| 2.                                    | Exeter Rugby                          | 74                                    | 22                                    | 15                                    | 0                                     | 7                                     | 8                                     | 6                                     | 585                                   | 361                                   | 224                                   | 71                                    | 40                                    | 31                                    |
| 3.                                    | London Wasps                          | 72                                    | 22                                    | 15                                    | 0                                     | 7                                     | 9                                     | 3                                     | 598                                   | 397                                   | 201                                   | 71                                    | 42                                    | 29                                    |
| 4.                                    | Leicester Tigers                      | 65                                    | 22                                    | 14                                    | 0                                     | 8                                     | 6                                     | 3                                     | 509                                   | 475                                   | 34                                    | 55                                    | 48                                    | 7                                     |
| 5.                                    | Northampton Saints                    | 60                                    | 22                                    | 12                                    | 0                                     | 10                                    | 5                                     | 7                                     | 455                                   | 392                                   | 63                                    | 51                                    | 35                                    | 16                                    |
| 6.                                    | Sale Sharks                           | 58                                    | 22                                    | 11                                    | 2                                     | 9                                     | 6                                     | 4                                     | 456                                   | 459                                   | -3                                    | 53                                    | 52                                    | 1                                     |
| 7.                                    | Harlequins                            | 55                                    | 22                                    | 10                                    | 1                                     | 11                                    | 6                                     | 7                                     | 547                                   | 583                                   | -36                                   | 55                                    | 66                                    | -11                                   |
| 8.                                    | Gloucester RFC                        | 49                                    | 22                                    | 10                                    | 1                                     | 11                                    | 2                                     | 5                                     | 429                                   | 423                                   | 6                                     | 36                                    | 44                                    | -8                                    |
| 9.                                    | Bath Rugby                            | 48                                    | 22                                    | 9                                     | 0                                     | 13                                    | 4                                     | 8                                     | 435                                   | 460                                   | -25                                   | 47                                    | 43                                    | 4                                     |
| 10.                                   | Worcester Warriors                    | 35                                    | 22                                    | 7                                     | 0                                     | 15                                    | 2                                     | 5                                     | 420                                   | 597                                   | -177                                  | 47                                    | 74                                    | -27                                   |
| 11.                                   | Newcastle Falcons                     | 27                                    | 22                                    | 5                                     | 1                                     | 16                                    | 0                                     | 5                                     | 357                                   | 556                                   | -199                                  | 34                                    | 62                                    | -28                                   |
| 12.                                   | London Irish                          | 20                                    | 22                                    | 4                                     | 0                                     | 18                                    | 0                                     | 4                                     | 328                                   | 620                                   | -292                                  | 36                                    | 74                                    | -38                                   |

## Fase final
| Semifinals   | Semifinals | Semifinals       |
| ------------ | ---------- | ---------------- |
| Saracens     | 44 — 17    | Leicester Tigers |
| Exeter Rugby | 34 – 23    | London Wasps     |

| Final    | Final   | Final        |
| -------- | ------- | ------------ |
| Saracens | 28 – 20 | Exeter Rugby |

| Campió   |
| -------- |
| Saracens |